# Festival international du cirque de Massy
Le Festival international du cirque de Massy est un festival de cirque fondé en 1993 par Michel Bruneau organisé chaque année en janvier à Massy dans l'Essonne et diffusé à la télévision.

## Histoire
Le Festival international du cirque de Massy a été créé en 1993 par Michel Bruneau à l'occasion du gala du soixante-treizième anniversaire d'Achille Zavatta dont le cirque était installé dans la commune alors que le député-maire de Massy, Claude Germon, voulait désormais organiser dans sa ville une grande manifestation circophile. C'est aujourd'hui une référence du cirque traditionnel moderne.
En 2000, il a transféré son siège social à l'adresse actuelle du 42 rue Marx-Dormoy à Massy et en 2008, les statuts de l'association ont été modifiés pour permettre la vente de produits dérivés.
En 2010 et pour la première fois pour une telle manifestation, le Festival international du cirque de Massy est filmé en 3D par BeeFree Production et co-produit avec Circus Stars Productions. La réalisation est assurée par Olivier Kauffer et Fabien Remblier. Le film qui en est tiré, Une nuit au cirque, est sorti en salles équipées 3D le 26 mai 2010. Il a gagné l'Award de la meilleure captation 3D-S au Festival 3DSTEREO MEDIA.
Le 15 décembre 2011, Michel Bruneau est nommé chevalier des Arts et des Lettres.

## Organisation
Le Festival est organisé par une association à but non lucratif : l'AFICM ayant pour président Davy Cantoni depuis septembre 2023, il succède à Valérie Mounier, présidente de mai 2021 à septembre 2023, Bata Gluvacevic président de juillet 2015 à mai 2021, Pierre Gautier et Michel Bruneau.
Le président est assisté d'une assistante depuis 2012, Audrey Odent (Fanny Gautier avant 2012)
Elle est composée d'un bureau : Iswari GUNARATMAN (trésorière), Martine VICTORIEN (secrétaire), Michel FREY (responsable artistique), Thomas PIQUET (communication, web), Christian CEROLI (logistique), Valérie MOUNIER, Thierry DEBERT.
PRODUCTION du 6e au 17e festival inclus, a été déléguée à Freddy Hanouna, du 18e au 21e festival inclus, à Circus Stars Productions et depuis à V.L.C. Production. Depuis c’est l’association qui produit elle-même le Festival.
Le Festival est organisé chaque année depuis 1993 le troisième week-end de janvier dans le parc Georges-Brassens de la commune de Massy dans un chapiteau de quarante-huit mètres de diamètre et dix-sept mètres de haut accueillant une piste de treize mètres de diamètre. installé en bordure de la route nationale 20 et de la route départementale 188 et rassemble des artistes d'Europe, Asie et Amérique.
L'édition de 2020 est annulée en raison de la grève des transports, ainsi que l’édition 2021 à cause de la pandémie du COVID-19.
Le festival est retransmis chaque année à la télévision.

### Jurys
Les membres du jury sont choisis parmi des personnalités du spectacle et du monde du cirque. Ont notamment comptés parmi les juges : Jean-Luc Reichmann, Robert Hossein, Annie Cordy, Claude Lelouch, Pierre Bellemare, Pierre Richard, Josiane Balasko, Patrice Laffont, Shirley & Dino, Julie Pietri et Carlos, Jeane Manson, Maria Pacôme ou Alain Delon.

### Palmarès
Au cours d'une soirée de gala sont remis plusieurs prix et distinctions dont la Piste de Cristal, le Chapiteau de Cristal, le Prix du Président de la République, le Prix de la Ville de Massy et le Prix spécial du Jury.
Depuis 2011, les Pistes de Cristal ont été remplacées par les Pistes d'Or, d'Argent et de Bronze.

#### Piste d'or
- 2023 : Flyers Valencia (roue de la mort) -   Colombie
- 2022 : Alexander Lichner (trapèze) -   Espagne
- 2021 : annulé à cause de la pandémie de COVID-19.
- 2020 : annulé à cause de la grève des transports.
- 2019 : Louis Knie et Sandra Berousek (cavalerie et postes) -  Suisse &  Autriche, Duo-2-Zen-0 (roue croisée) -  Canada
- 2016 : Steeve Caplot -  France, Troupe Puje -  Mongolie
- 2015 : Petra & Roland Duss -  Allemagne
- 2014 :
- 2013 : Flying Cortes, Merrylu & Patrick Berdino, Famille Cassely
- 2012 : Redy Montico, Secrets of my soul, Sampion Bouglione -  France
- 2011 : Peres Brotheros -  Italie, Tom Dieck Jr (lions et tigres)

#### Piste d'argent
- 2023 : Duo Maintenant (Main à main) -   France
- 2022 : Michael Ferreri ( jonglante) -  Espagne
- 2021 : annulé à cause de la pandémie de COVID-19.
- 2020 : annulé à cause de la grève des transports.
- 2019 : Tom Dieck Jr (lions et tigres) -  France, Laura Miller (anneaux aériens) -  Angleterre
- 2016 : Leonid Beljakov et son chien Clichko -  Russie, Ambra & Yves -  Italie &  Espagne
- 2015 : Sacha Houcke & Gaby Dew -  France &  Angleterre, Troupe Josef Richter -  Hongrie, Jordan McKnight -  États-Unis
- 2014 : Alessio Fochesato -  Italie, Le Sémaphore des étoiles
- 2013 : Vincent Vignaud, Diana Pukhova, Andrejs Fjodorovs
- 2012 : Duo Polinde, Duo Labrise, Diana Vedyashkina
- 2011 : Shirley Larible, Elvis Errani

#### Piste de bronze
- 2023 : Tonito (Clown) -   Espagne
- 2022 : Duo Romance ( sangles et mat) -  Roumanie
- 2021 : annulé à cause de la pandémie de COVID-19.
- 2020 : annulé à cause de la grève des transports.
- 2019 : Sandro Montez et ses chiens -  Allemagne, Nicol Nicols (fil de fer)-  Espagne
- 2016 : John Caplot -  France, Mesa Brothers -  Colombie
- 2015 : Adriana Folco -  Italie, Duo Vangas -  Colombie, Camen Zander -  Allemagne
- 2014 : Monsieur Dalmatien, Les Tamikov -  Kazakhstan
- 2013 : Famille Saabel, Air Duo, Troupe Florea
- 2012 : Les Donnert, Helena Kaizer
- 2011 : Emilio Jarz, Flying Regio, Antoine & Roco

#### Prix du président de la République
- 2023 : Nagaïka Tribes (Djiguit) -   France
- 2022 : Henry Ayala & la Troupe Ayala ( Clown & Funambules) -  Venezuela &  Colombie
- 2021 : annulé à cause de la pandémie de COVID-19.
- 2020 : annulé à cause de la grève des transports.
- 2019 : Messoudi Brothers -  Angleterre,  Australie &  Maroc
- 2016 : Flying Girls  Corée du Nord
- 2015 : La Troupe Sokolov -  Russie
- 2014 : Jigalov -  Russie
- 2013 : Marylou et René Jr Casseli (jeunes talents) -  Allemagne
- 2012 : Leosvel et Diosmani -  Italie
- 2011 : la Troupe de Pyongyang -  Chine
- 2010 : Men in Black -  Russie
- 2009 : Troupe Zhejiang -  Chine
- 2008 : Pedro Carillo Trio -  États-Unis
- 2007 : La Troupe de Hanghzou -  Chine
- 2006 : La Troupe de Fujian -  Chine
- 2005 : La Troupe de Shangaï -  Chine
- 2004 : Les Sarytchev -  Russie
- 2003 : Ville de Massy -  France
- 2002 : Jean Richard ( à titre Posthume ) -  France
- 2001 : Troupe Pyong Yang  -  Corée du Nord
- 2000 : Syndicat du Cirque Franco-Européen
- 1999 : L'Association du Festival du Cirque de Massy -  France
- 1998 : Désiré Rech & sa Famille -  France
- 1997 : Les Shoustov
- 1996 : Reto Parolarie -  Suisse
- 1995 : Victor & Natalia
- 1994 : Sergio -  France

#### Prix Espoirs
- 2019 : Floy et Chelsy (animaux) -  France, Tchad et Enzo (visuel)

#### Prix de la Piste de Cristal
- 2010 : Troupe Selnikhin -  Russie, Circus & Variété Globus Troup
- 2009 : Les Voladas -  France, Les Nerys
- 2008 : La Troupe de Dalian -  Chine, Dragoleva
- 2007 : Romain Cabon -  France, Duo Spiral
- 2006 : Housch Ma Housch -  Allemagne, Duo Symbiose
- 2005 : Crazy Flight -  Ukraine, Urunov Dzen
- 2004 : La Troupe de Chine -  Chine, Troupe Buliga -  Moldavie
- 2003 : Duo Shenyang, Karina Zarpova
- 2002 : Eschimbekovi, Trio Czazar

#### Prix du Chapiteau de Cristal
- 2010 : Alex Lacey -  Royaume-Uni, Urunov Dzen
- 2009 : Les Alexandrovs -  Russie, Petra et Roland Duss -  Allemagne
- 2008 : Roger Falck -  France, Carlos Savadra
- 2007 : Amedeo Folco -  Italie, Adriana Folco -  Italie
- 2006 : Sonny Frankello -  Allemagne, Tom Dieck Junior -  Allemagne
- 2005 : Catharina Gasser et Sven Hölscher -  Suisse, Yulia Yakubuskaya
- 2004 : Daniel Raffo -  Uruguay, Gaby Dew
- 2003 : Schmarlovski, Lars Hölscher
- 2002 : Carlos Savadra, Petra et Roland Duss -  Allemagne
- 2001 : Tom Dieck, Sonny Frankello, Daniel Suskow
- 2000 : Maïke et Jorg Probst -  Allemagne, Gary Jahn, Irina Markova
- 1999 : James & Clara Puydebois, Martin Lacey, Konstantinovsky, Tony Hocheger
- 1998 : Patricia White, Sarah Houcke, les Iriston, Manuela Beelo
- 1997 : Karoly Donnert, Ingo Stiebner, Freiwald, Niki Fosset
- 1996 : Amédeo Folco, J. Kaizer & C. Dubee, Svelana Prokopieva, Les Dalottis
- 1995 : Emile Smith, Les Jarz, Albertho Althoff
- 1994 : Pierric -  France, Billy Wilson Smart -  Royaume-Uni , Les Picards  -  France
- 1993 : Yasmine Smart -  Royaume-Uni , Alexandrov, Sonny Frankello  -  Allemagne , Karine Leportier  -  France , Monique Angeon -  France

### Prix de la ville de Massy
- 2023 : Maverick Niemen (Rola rola) -   Italie
- 2022 : Alex & Lisa (main à main) -  Ukraine
- 2021 : annulé à cause de la pandémie de COVID-19.
- 2020 : annulé à cause de la grève des transports.
- 2019 : Cheng Long ( rola rola) -  Chine
- 2018 : Troupe Africa Dream Circus -  Éthiopie
- 2017 : Duo Vitalis ( main à main) -  Pérou
- 2016 : David Confal  Allemagne
- 2015 : Pavel Vyakin  Biélorussie
- 2014 : You and Me  Canada
- 2013 : Guillaume Junkar  France
- 2012 : Yulia Rasshivkina  Russie
- 2011 : Antoine et Rocco  France
- 2010 : Tito Medina & The The good compapny -  Espagne
- 2009 : Maike & Jorg Probst -  Allemagne
- 2008 : Novrusov Brothers -  Azerbaïdjan
- 2007 : Les Mitchel's -  Espagne
- 2006 : Duo Bondarenko -  Italie
- 2005 : Crazy Flight -  Ukraine
- 2004 : Les Falck -  France

#### Prix du conseil Municipal des enfants
- 2023 : Tonito (Clown) -   Espagne

#### Prix spécial du Jury
- 2023 : Duo Dadiva (Main à main) -   Cuba
- 2022 :
- 2021 : annulé à cause de la pandémie de COVID-19.
- 2020 : annulé à cause de la grève des transports.
- 2016 : Gustavo Satori  Brésil, César Dias  Portugal
- 2015 : Bello Nock  États-Unis
- 2014 : Cavalerie Berousek  République tchèque,
- 2013 : Housch-ma-Housch  Allemagne
- 2012 : l'Orchestre de Eric Mula  France
- 2011 :
- 2010 : Marek Jama -  Pologne
- 2009 : Camille Rech -  France
- 2008 : Novrusov Brothers -  Azerbaïdjan
- 2007 : Les Sudarchikov -  Russie
- 2006 : Ewelyn & Cristian Marinof  Roumanie / Duo Mak -  Ukraine
- 2005 : André -  Suisse
- 2004 : Katchatrians
- 2003 : Alexander Sharkov, Christophe Ivanès -  France
- 2002 : David Kost, Eric Moreno Bormann -  France
- 2001 : Reinhart Probst -  Allemagne
- 2000 : The Selifanov, Rokardy
- 1999 : Nathalie Rech -  France, Roler Pilar -  France, Monastyrskaya
- 1998 : Les Malevoti, Duo Cazar
- 1997 : Les Rampins, Les Shoustov, Katia Moreno Bormann -  France
- 1996 : Les Zierski, Logostaev & Bougastov
- 1995 : The Flying Neves, Ls Naïdokines, les Freddy
- 1994 : Rodolfo Reyes, Les Jiginias

## Pour approfondir

## Sources
1. ↑  Histoire du festival sur son site officiel. Consulté le 30/04/2009.
2. ↑  Présentation du festival du cirque de Massy sur le site de la radio FranceInfo. Consulté le 30/04/2009.
3. ↑  Modification des statuts parus au journal officiel sur le site de la Direction des Journaux officiels. Consulté le 30/04/2009.
4. ↑  Article Festival du Cirque de Massy : captation en relief (FeeFree) sur le blog leblogtvnews.com Consulté le 05/05/2010.
5. ↑  Site officiel du Film "Une Nuit Au Cirque 3D" Consulté le 18/07/2010.
6. ↑  « Qui sommes-nous », sur Festival International du Cirque de Massy (consulté le 26 novembre 2023)
7. ↑  Page du Festival sur le site du Conseil général de l'Essonne. Consulté le 30/04/2009.
8. ↑  Article du Figaro du 11 janvier 2008 sur le site du quotidien. Consulté le 30/04/2009.
9. ↑  Annulation de l'édition 2019-2020. Consulté le 15/04/2020.
10. ↑  Programme télé France 3 du 4 janvier 2009 sur le site programme.tv Consulté le 30/04/2009.
11. ↑  Palmarès sur le site officiel du festival. Consulté le 06/03/2015.